# Герб Абазы
Герб муниципального образования город Абаза́ Республики Хакасия Российской Федерации — опознавательно-правовой знак, служащий официальным символом муниципального образования.
Действующий герб утверждён 27 июня 2001 года решением Абазинского городского Совета депутатов и внесён в Государственный геральдический регистр Российской Федерации с присвоением регистрационного номера 837.
10 сентября 2013 года, с «целью приведения решения представительного органа местного самоуправления в соответствие действующему законодательству» и на основании решения Совета депутатов города Абазы, в положение о гербе муниципального образования были внесены изменения и дополнения, касающиеся порядка официального использования этого символа.

## Описание и обоснование символики
Геральдическое описание (блазон) гласит:
В зелёном поле золотой безант, смещённый вправо, облаковидно окаймлённый внутри червленью, а снаружи серебром. Поверх всего восстающий слева чёрный медведь в таком же фартуке и сапогах, держащий перед собой в правой лапе вписанный чёрный копейный наконечник с шипом вместо втулки, а в левой — молоток того же цвета, обращённый вниз и влево. Медведь, наконечник и молоток тонко окаймлены серебром.
Герб Абазы является «гласным» («говорящим»), поскольку фигура медведя прямо указывает на название города. По-хакасски слово Аба означает «медведь», а слово за — «завод», что вместе переводится как «медвежий завод». Связь с последним словосочетанием отражена в облике животного, изображённого с молотком в левой лапе, одетого в фартук мастерового завода и обутого в сапоги-валенки — как у рабочего при домне. Правая лапа медведя сжимает наконечник копья, наподобие тех, что с древних времён изготавливались из руд абаканского месторождения. Образ солнца символизирует Абазу как «самый южный город Сибири», а орнамент из пяти лепестков цветка жарка, окружающий солнечный диск (безант), напоминает о красоте природы Хакасии.
Исторические, природные и иные особенности Абазы также отражены в тинктурах щита и фигур. Зелёный цвет олицетворяет цвет высокогорной хвойной тайги, окружающей город. Чёрный цвет символизирует богатства недр, мудрость, вечность бытия; красный цвет (червлень) — красоту, мужество, стойкость; жёлтый цвет (золото) — благополучие, уверенность, богатство; белый цвет (серебро) — чистоту, мудрость, благородство, совершенство, мир.

## История
Разработка герба города Абазы была завершена в июне 2001 года. Перед этим городской Совет депутатов рассмотрел 15 вариантов муниципальной символики и в итоге принял решение утвердить проект герба местного художника и краеведа Виленина Васильевича Андрияшева, где главной фигурой являлся «стоящий на задних лапах медведь с молотом».
Окончательный вариант герба был составлен при участии Союза геральдистов России. В состав авторской группы входили: В. Андрияшев (Абаза), автор идеи герба; К. Мочёнов (Химки), геральдическая доработка; С. Исаев (Москва), компьютерный дизайн. 27 июня 2001 года депутаты городского Совета приняли данный герб в качестве официального символа муниципального образования. После завершения государственной экспертизы Геральдический совет при Президенте РФ внёс герб Абазы в Государственный геральдический регистр под номером 837.